# Eschborner Dreieck
De Eschborner Dreieck is een knooppunt in de Duitse deelstaat Hessen. Op dit knooppunt sluit de A648 vanuit Frankfurt am Main aan op de A66 (Wiesbaden-Frankfurt am Main).

## Configuratie
Het knooppunt is een onvolledig half sterknooppunt, omdat de relatie van de A648 richting Frankfurt ontbreekt. Als men van de A648 naar Frankfurt wil, moet men via de A66 rijden om bij de nabijgelegen afrit Eschborn de  A66 over te steken en vervolgens richting Frankfurt te kunnen rijden.

## Rijstroken
Zowel de A648 als de A66 ten westen van het knooppunt hebben 2x2 rijstroken, de A66 ten oosten van het Eschborner Dreieck heeft 2x4 rijstroken.

## Verkeersintensiteiten
In 2010 werd het knooppunt dagelijks door ongeveer 135.000 voertuigen gebruikt. 
| Van                        | Naar                         | Gemiddeld aantal voertuigen per dag | Percentage vrachtverkeer |
| -------------------------- | ---------------------------- | ----------------------------------- | ------------------------ |
| AS Frakfurt-Höchst (A 66)  | Eschborner Dreieck           | 133.200                             | 3,7 %                    |
| Esscborner Dreieck (A 648) | Nordwestkreuz Frankfurt )A5) | 68.900                              | 4,4 %                    |
| AS Frankfurt-Rödelsheim    | Eschborner Dereick (A 66)    | 61.280                              | 2,9 %                    |

## Richtingen knooppunt
| Aansluitende wegen                                   | Aansluitende wegen | Aansluitende wegen | Aansluitende wegen | Aansluitende wegen                                           |
| ---------------------------------------------------- | ------------------ | ------------------ | ------------------ | ------------------------------------------------------------ |
|                                                      |                    |                    |                    | richting Frankfurt-Miquelallee / Dortmund Kassel / Hannover  |
|                                                      |                    |                    |                    |                                                              |
|                                                      |                    |                    |                    |                                                              |
|                                                      |                    |                    |                    |                                                              |
| richting Frankfurt-Höchst / Keulen Mainz / Wiesbaden |                    |                    |                    | richting Frankfurter Kreuz Frankfurt-Rödelheim / -Stadtmitte |